# Virginia Brown Faire
Virginia Brown Faire (26 de junho de 1904 – 30 de junho de 1980) foi uma atriz estadunidense da era do cinema mudo, que atuou em dramas e Wersterns.

## Biografia
Nascida Virginia Labuna em Brooklyn, Nova Iorque, ela foi para Hollywood em 1919, após vencer o concurso "Fame and Fortune", revista Motion Picture Classic.
Ela foi educada na escola pública do Brooklyn. Logo após completar 15 anos de idade se apresentou no estúdio, onde foi quase imediatamente colocada na Metro, depois tirou fotos na Fox Film, e finalmente na Universal Pictures.

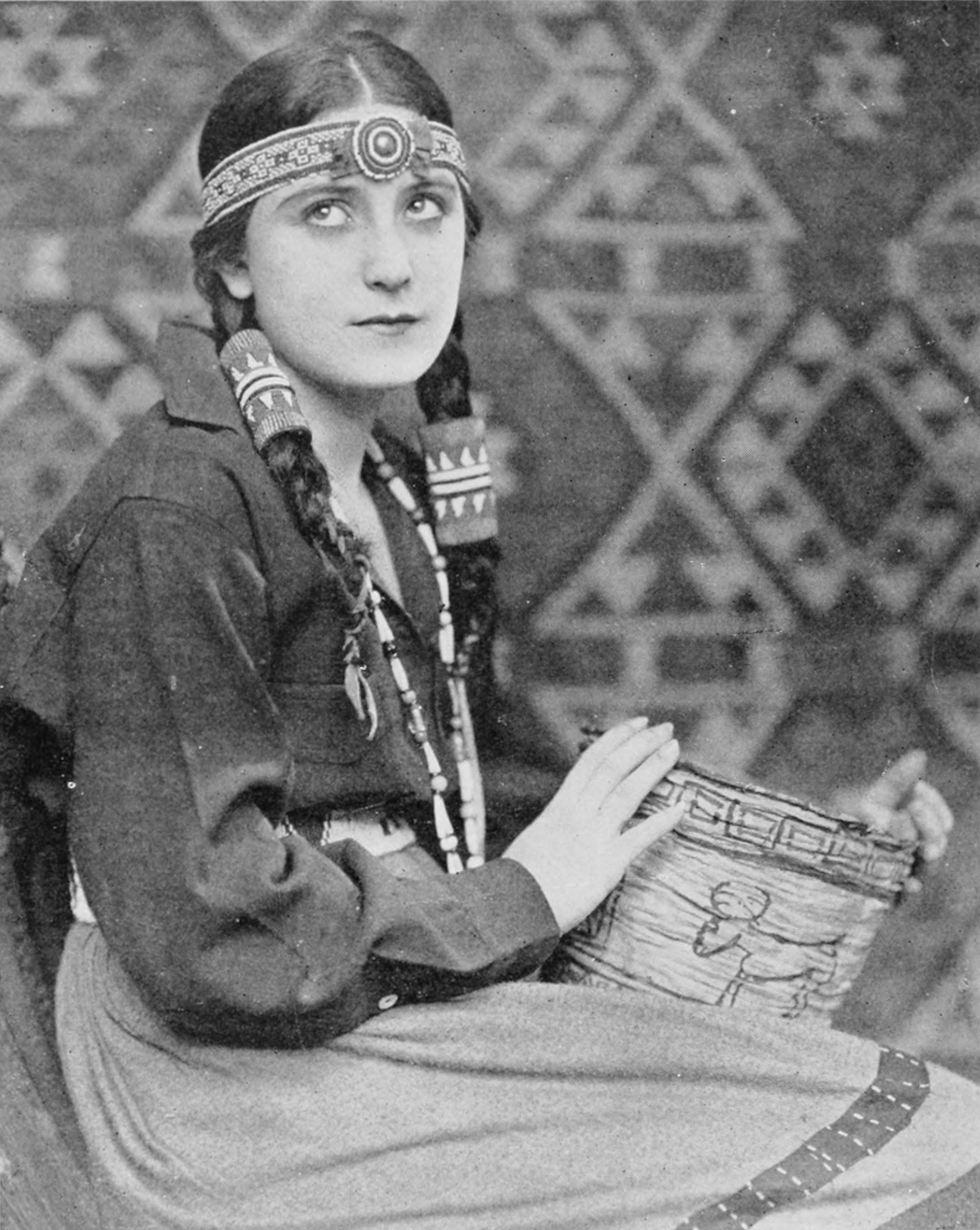
Virginia Brown Faire em Who's Who on the Screen.

Entre 1920 e 1935, atuou em 75 filmes. Seu primeiro crédito em um filme foi em Runnin' Straight, de 1920, um western curto de Hoot Gibson para a Universal Pictures. Faire foi o par de John Gilbert em Monte Cristo (1922). Foi selecionada como uma das WAMPAS Baby Stars em 1923 e atuou ao lado de Wallace e Noah Beery em Stormswept no mesmo ano. WAMPAS Baby Stars era uma campanha promocional, patrocinada pela Western Association of Motion Picture Advertisers, que homenageava treze (quatorze em 1932) jovens mulheres cada ano, as quais eles acreditavam estarem  no limiar do estrelato em filmes. Faire é mais lembrada pelo papel de Tinker Bell no filme de 1924, Peter Pan.
Em 1926 ela fez um pequeno papel no filme de Greta Garbo The Temptress. Ela se adaptou à transição para o filme sonoro, atuando em The Donovan Affair (1929), de Frank Capra, mas passou a aparecer em filmes mais baratos. Atuou em diversos westerns, ao lado de Hoot Gibson, Buck Jones, John Wayne e Ken Maynard. Faire deixou Hollywood e foi para Chicago, Illinois nos anos 1930. Chegou a trabalhar em rádio e filmes para a indústria, até se aposentar.
Seu último filme foi Tracy Rides, em 1935, ao lado de Tom Tyler.
Virginia Brown Faire morreu de câncer aos 76 anos em 1980 em Laguna Beach, Califórnia.

## Casamentos
Foi casada três vezes, mas não teve filhos. O primeiro casamento foi com o ator Jack Dougherty, em 7 de fevereiro de 1927 e, alegando incompatibilidade, o casal se separou em abril de 1928. O segundo casamento foi com o diretor Duke Worne em 1930, e o terceiro com o empresário William Bayer.

## Filmografia parcial
- West of the Divide[8] (1934)

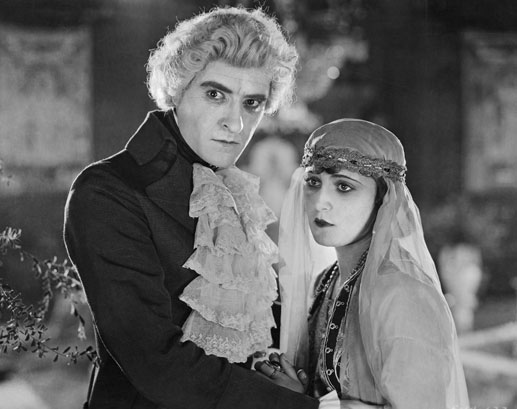
Ao lado de John Gilbert no filme Monte Cristo, em 1922.

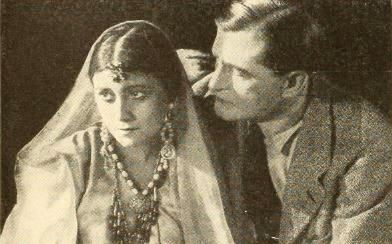
Ao lado de Thomas Holding em Without Benefit of Clergy (1921).

- The Sign of the Wolf (seriado, 1931)
- Murder on the Roof (1930)
- The Devil's Chaplain (1929)
- Burning the Wind (1929)
- Pleasure Before Business (1927) (*sobrevive na Library of Congress)
- The Temptress (1926)
- The Lost World (1925)
- Peter Pan[9] (1924)
- The Lightning Rider (1924)
- Stormswept (1923)
- Vengeance of the Deep (1923)
- Omar the Tentmaker (1922)
- Without Benefit of Clergy (1921)
- Masked (1920)
- Runnin' Straight (1920)